# Keitel (Familie)
Keitel oder Keydel (frühere Schreibweise) ist der Name eines ursprünglich aus Niedersachsen stammenden, heute in Deutschland, den USA und Chile verzweigten Geschlechts. Die Familie hat ihren Ursprung in der Stadt Goslar und kann bis in die Zeit um 1400 auf die Stahlschmiedemeister Arnd und Hans Keydel zurückverfolgt werden.

## Herkunft
Bis 1734 lebte die Familie in der Stadt Goslar und Umgebung, wo deren Mitglieder als Bürger, Steiger, Bergmänner und Schmiede tätig waren. Der Schmied Johann Georg Keitel gehörte als Achtmann dem Rat der Stadt Goslar an. Später siedelten Teile des Geschlechts von Goslar nach Braunschweig über, um Tätigkeiten im Handel (Eisenwaren und Bergwerksprodukte) nachzugehen. Später zogen weitere Familienteile nach Hannover, Bremen, Hamburg und Berlin.

## Gutsverwalter und -besitzer
Ab 1803 verwaltete Carl-Heinrich Keitel als Amtmann und als Maire im Königreich Westphalen unter Jérôme Bonaparte, König von Westphalen, die Domäne Ottenstein. Ab dem Jahre 1815 übernahm er die Domäne Poppenburg, die ab 1833 von seiner Witwe und seinem Sohn Carl-Wilhelm (* 13. April 1803) weitergeführt wurde. Carl-Wilhelm wurde ab 1866 Königlicher Amtsrat und kaufte nach dem Übergang des Territoriums an Preußen 1872 das Gut Helmscherode. 1878 übernahm Carl Keitel die Verwaltung des Gutes, ab 1934 sein Sohn Wilhelm Keitel. Nach der Verurteilung Wilhelm Keitels als Hauptkriegsverbrecher in den Nürnberger Prozessen und seiner Hinrichtung 1946 blieb das Gut in Familienbesitz und wurde 1953 an die Braunschweigische Siedlungsgesellschaft verkauft. Die Kapelle des Gutes blieb weiterhin im Eigentum der Familie und wurde 1982 an das Land Niedersachsen per Schenkung übertragen.

## Keitel-Stiftung
Diese wurde vom Hamburger Hauptzweig gegründet und besteht bis heute. Zum Stiftungszweck heißt es: „Zum Andenken an unseren verstorbenen Bruder August und zum Besten von armen, unbescholtenen älteren Mädchen, nicht unter 45 Jahre alt, aus dem kleinen Mittelstande, dem Handwerkerstande, soll eine Stiftung errichtet werden, die den Namen „Keitel-Stiftung“ tragen soll. Wir wünschen, dass von den Behörden de freie Zuweisung eines Grundstückes erbeten werden soll, auf welchem aus den in diesem Artikel bezeichneten Mitteln unseres Nachlasses ein angemessenes Gebäude mit Einrichtung bis zu 30 Personen, welche daselbst unentgeltliches Unterkommen finden sollen, hergestellt werden soll. Die Einkünfte derjenigen Beträge, welche sich über den Bedarf für solchen Bau und solche Einrichtung in unserem Nachlass vorfinden werden und welche auf den Namen der obigen Stiftung hypothekarisch belegt werden sollen, sollen zunächst zum Unterhalt des Gebäudes und der Einrichtung verwendet werden, ihr Rest aber an die bedürftigen Bewohnerinnern in angemessenen Raten verteilt werden.“ Das Keitel-Stift wird auch als „Schloss von Barmbek“ bezeichnet, öffnete 1901 seine Türen und wird heute von der Hartwig Hesse Stiftung verwaltet.

## Familienmitglieder im Soldatenberuf
Seit dem 19. Jahrhundert ist durch Verbindungen der Familie Keitel zur Familie Bock von Wülfingen der Offiziersberuf ausgeübt worden.
Bekannte Offiziere (Auszug):
- Paul Keitel, Obergeneralarzt und Subdirektor der Kaiser-Wilhelm-Akademie in Berlin und zuletzt Sanitätsinspektor im Rang eines Generalleutnants
- Wilhelm Keitel, Generalfeldmarschall und Chef des OKW, Hauptkriegsverbrecher
- Bodewin Keitel, General der Infanterie

## Wappen
Schild geteilt, oben gespalten. Oben vorn in Gold eine rote goldbebutze heraldische Rose mit grünen Kelchblättern, hinten in Rot ein silbernes Tatzenkreuz, unten in Schwarz ein liegender goldener Eichenbruch mit oben abwechselnd je drei goldenen Eichenblättern und goldenen Eicheln, unten drei hängende goldene Eichenblätter. Auf dem Spangenhelm mit schwarz-gold-rotem Wulst und rechts schwarz-goldener, links rot-goldener Helmdecke fächerweise drei bestielte und beblätterte goldene Ähren.